# Ecalia
Ecalia (in greco antico: Οἰχαλία, Oechalia) è il nome di alcune città dell'antica Grecia, spesso inserito nei poemi del ciclo epico attribuiti ai cosiddetti poeti ciclici, anche se spesso non è facile capire a quale precisa città si faccia riferimento. 
Un'Ecalia in Tessaglia è citata nel Catalogo delle navi, ascrivibile a Omero, in cui si dice che 30 navi, guidate da Podalirio e Macaone, figli di Asclepio, provennero da Ecalia, Itome e Tricca.
Forse la stessa Ecalia è poi sede di alcuni miti riguardanti Eracle, nei quali si fa riferimento ad Eurito, re di Ecalia, e a sua figlia Iole. Secondo la mitologia, il re Eurito di Ecalia aveva promesso la mano della sua bella figlia Iole a chi lo avesse sconfitto in una gara di tiro con l'arco. Eracle lo sconfisse, ma Eurito si rifiutò di mantenere la sua promessa, così Eracle saccheggiò la città, uccise Eurito e rapì Iole.
La localizzazione della città è però complicata dal fatto che altri autori ambientano i miti in un'omonima città sull'isola di Eubea o anche in Arcadia, e lo stesso Omero sia nell'Iliade che nell'Odissea identifica la città di Eurito come Ecalia in Messenia. Strabone infine menziona tutte queste possibilità, ma non offre una soluzione definitiva sulla localizzazione della città.